# Onorato Damen
Onorato Damen (4 de dezembro de 1893 — 14 de outubro de 1979)  foi um comunista de esquerda italiano que foi inicialmente ativo no Partido Comunista de Itália. Depois de ser expulso deste, trabalhou com a chamada "esquerda italiana" (isto é, a ala "bordiguista" expulsa do PCd'I), tornando-se um dos líderes do Partido Comunista Internacionalista (normalmente conhecido pelo seu jornal Battaglia Comunista). O Partido Comunista Internacionalista, fundado formalmente em 1945, era numericamente a maior organização comunista de esquerda  no período após a II Guerra Mundial. Em 1952, houve uma cisão do Partido Comunista Internacionalista, e Amadeo Bordiga criou outro Partido Comunista Internacionalista (conhecido pelo nome do seu jornal Il Programma Comunista), mais tarde designado por Partido Comunista Internacional. Muitos elementos do Partido Comunista Internacionalista original seguiram Bordiga, enquanto Onorato Damen liderou a facção dos que mantiveram o nome original do partido e também o jornal Battaglia Communista e a revista teórica Prometeo. Onorato Damen foi politicamente ativo toda a sua vida adulta, e foi o autor de Gramsci: tra marxismo e idealismo.

## Biografia
Damen nasceu Monte San Pietrangeli (Fermo). Na sua juventude, aderiu ao Partido Socialista Italiano, onde se opôs às políticas de Turati, Treves e Modigliani. Com pouco mais que 20 anos no início da I Guerra Mundial, foi recrutado como sargento. No fim das hostilidades foi despromovido para a patente de soldado e subsequentemente condenado, por um tribunal militar a dois anos num presídio militar por "por em perigo as instituições públicas"; tal foi essencialmente devido à sua defesa do derrotismo revolucionário, que o levou a "incitamento à deserção" e a denunciar o "caráter imperialista da guerra". Libertado em 1919, regressou à sua posição no partido, colaborando com o periódico socialista de Fermo La Lotta.
Durante o biênio vermelho de 1920-21, um período de vivas tensões políticas e sociais, Damen trabalhou primeiro em Bolonha no comité sindical local, e depois na Casa do Povo de Granarolo como secretário do comité legal comunitário.
Nesta altura, Damen apoiou Amadeo Bordiga, e assim aderiu ao Partido Comunista de Itália. Nos meses anteriores à cisão de Livorno trabalhou como secretário do comité sindical de Pistoia e como editor chefe do jornal  L'avvenire. Damen permaneceu em Pistoia até à sua prisão nos meses da campanha eleitoral de 1921, na sequência de um confronto com fascistas na estrada de Pioppo para Caiano:
Já em fevereiro de 1921 ele havia sido acusado pelas entidades judiciárias por alguma violência de linguagem usada num comício na Piazza Garibaldi em Pistoia. Devido à sua intensa atividade, ele tornou-se um dos principais alvos do nascente movimento fascista na Tuscania, onde ele era um dos organizadores do PCd'I. A 10 de maio, quando regressava de um comício na aldeia de Corbezzi, foi detido pelos fascistas que o levaram para o seu edifício local; aí tentaram forçá-lo a renunciar às suas ideias "bolcheviques". Falhando nesse objetivo, transferiram-no para o quartel-general na Piazza Ottaviani em Florença, e depois mandado para Dumini com a propost": "deves desaparecer durante todo o período da campanha eleitoral ou esconder-se numa villa em Fiesole ou permanecer em Florença sob vigilância contínua".
Rejeitando essas propostas, foi mantido em Dumini durante a greve geral; um protesto degenerou em violência em Pistoia aquando da sua libertação. Restabelecendo os contactos com o partido e ultrapassando as reservas dos seus camaradas, decidiu regressar a Pistoia para continuar o trabalho de agitação. Na viagem de retorno, feita por carro com a escolta de alguns camaradas armados, encontrou um esquadrão fascista na estrada de Pioppo para Caiano. O confronto que se seguiu resultou na morte de um fascista e ferimentos noutros dois. Damen foi sentenciando a 3 anos de confinamento em Florença.
Atendendo ao que tinha ocorrido na estrada Pioppo-Caiano e à prisão subsequente, a direção do partido decidiu enviá-lo para França como parte do seu "bureau político", para representar o partido e dirigir a organização dos grupos de militantes exilados, coordenando a sua atividade política e dirigindo a versão em italiano do L'humanité, o semanário oficial do PC francês. Em 1924 regressou clandestinamente a Itália e foi candidato nas eleições desse ano, sendo eleito para o conselho municipal de Florença, apesar da forte oposição dos fascistas.
Entretanto, dentro do PC d'I, a rutura entre a direção imposta por Moscovo e a ala esquerda desenhava-se cada vez mais claramente. Bordiga, que gozava de largo apoio dentro do partido, tinha iniciado a sua cisão "aventina" (nomeada a partir de uma [[Revolta do Monte Sagrado|famosa revolta plebeia em Roma Antiga do século V a.C.) - ia às reuniões do Comité Central mas não intervinha nas discussões, não obstruindo assim a mudança de linha política que estava sendo levada a cabo por Antonio Gramsci e Palmiro Togliatti.
Damen era um apoiante da "Esquerda Comunista", não da nova direção do partido. Togliatti participou numa reunião do comité central da reunião de Florença do PCI para discutir a posição de Damen - mas o próprio Damen não foi convidado. A reunião acabou com um fuga dos participantes, devido a um falso alarme de uma intervenção policial.
Em 1925, Damen, junto com Luigi Repossi e Bruno Fortichiari, formaram o comité "Intesa" com o objetivo de defenderem as posições da ala esquerda do partido. A Plataforma do Comité de Intesa foi saudada por León Trotsky como um trabalho seminal da Oposição de Esquerda Internacional.
Em novembro de 1926, Damen foi detido em Ustica, e em dezembro do mesmo foi de novo preso e enviado para o Murate de Florença. Condenado por uma tribunal especial a 12 anos de reclusão, ele passou anos nas prisões de Saluzzo, Pallanza, Civitavecchia (onde liderou uma revolta de presos) e Pianosa. Libertado por uma amnistia no final de 1933, foi mandado para Milão sob vigilância por 5 anos, enquanto o chefe da prisão de Pianosa comunicou num relatório que a punição não tinha tido efeitos morais nele e que Damen continuava um "comunista inabalável".
Foi de novo preso no final de 1935, sob suspeita de distribuir propaganda comunista. Na altura fontes policiais testemunharam que ele "não participou na viragem propagandística da reorganização clandestina do Partido Comunista Italiano" porque, permanecendo fiel à sua orientação de esquerda comunista, Damen distribuía a propaganda da oposição internacional contra as políticas do Comintern e do estalinismo.
Preso de novo no princípio da Segunda Guerra Mundial, foi finalmente libertado pelo regime do marechal Badoglio em julho de 1943.

Damen estava na prisão quando o Partido Comunista Internacionalista (PCInt) foi estabelecido, mas o seu alinhamento com ele era bem conhecido. Em 1945, Togliatti e o PCI requereram ao Comité de Libertação Nacional que os líderes do PCInt fossem condenados à morte como sabotadores e agentes da Gestapo, e incluíram Damen na sua lista de líderes. O Partido Comunista de Togliatti já havia assassinado dois dos fundadores e organizadores do PCInt, Fausto Atti and Mario Acquaviva.
No princípio dos anos 50, Bordiga começou a defender um regresso às posições da esquerda comunista italiana tal como eram no princípio dos anos 20, quando ele liderava o Partido Comunista de Itália. Damen e o grupo em volta dos jornais Battaglia Comunista e Prometeo discordaram e romperam com Bordiga - a fação bordiguista passou a publicar o jornal Il Programma Comunista e passou a designar-se Partido Comunista Internacional. Nos anos 70 o Partido Comunista Internacionalista organizado à volta de Prometeo e Battaglia Comunista organizou as primeiras Conferências Internacionais da Esquerda Comunista. Dessas conferências o PCInt e a Organização Comunista Operária britânica formaram o Instituto Internacional para o Partido Revolucionário (atualmente Tendência Comunista Internacionalista) com base num programa comum. Onorato Damen morreu em 1979.